# Djonga
Gustavo Pereira Marques (Belo Horizonte, 4 de junio de 1994), conocido popularmente como Djonga, es un rapero y compositor brasileño. Se ha destacado en la escena del rap nacional con sus letras abordando temas como la desigualdad social, el racismo, la violencia y cuestiones políticas.

## Discografía
| Álbum                        | Detalles                                                                                              |
| ---------------------------- | --- |
| Heresia                      | Lanzamiento: 13 de marzo de 2016 Sello musical: Ceia Formatos: Download en línea y streaming          |
| O menino que queria ser Deus | Lanzamiento: 13 de marzo de 2017 Sello Musical: Ceia Formatos: Download en línea y streaming          |
| Ladrão                       | Lanzamiento: 13 de marzo de 2019 Sello musical: Ceia Formatos: Download en línea y streaming          |
| Histórias da minha área      | Lanzamiento: 13 de marzo de 2020 Sello musical: Ceia Formatos: Download en línea y streaming          |
| NU                           | Lanzamiento: 13 de marzo de 2021 Sello musical: Ceia Formatos: Download en línea y streaming          |
| O dono do lugar              | Lanzamiento: 13 de octubre de 2022 Sello musical: A quadrilha Formatos: Download en línea y streaming |

## Premios y indicaciones
- 2019, MTV Millennial Awards - Feat del año -  “Nossa que isso” WC no beat feat. Karol Conka, MC Rebecca y MC Roge -  Indicado
- 2019, MTV Millennial Awards -  BEAT BR - Ganador
- 2019, Trofeo APCA - Artista del año - Ganador
- 2020, MTV Millennial Awards - Clipão da Porra - cita “Eu vou”  feat. Hot Oreia - Ganador
- 2020, MTV Millennial Awards - BEAT BR - Ganador
- 2020, BET Hip Hop awards - Artista internacional - Indicado[1]